# Sascha Hehn
Sascha Hehn, właśc. Alexander Josef Albert Hehn (ur. 11 października 1954 w Monachium) – niemiecki aktor telewizyjny, filmowy i teatralny.

## Życiorys

### Wczesne lata
Urodził się w Monachium w rodzinie aktorskiej jako syn aktora Alberta Hehna (ur. 17 grudnia 1908, zm. 29 lipca 1983) i jego czwartej żony Gardy Artinger. Jego ojciec studiował teologię i pracował jako misjonarz w Ameryce Południowej, a matka była Miss Bawarii 1953 i pracowała jako asystentka reżysera. Ma przybrane starsze rodzeństwo ze strony ojca – brata Michaela Christopha Datziga (ur. 21 czerwca 1944) i siostrę Jeannette-Micheline (ur. 28 października 1949). Po rozwodzie rodziców wychowywał się w Grünwaldzie, w Bawarii, koło Monachium. 

### Kariera
Mając pięć lat zadebiutował na ekranie w melodramacie Tego lata nigdy nie zapomnisz (Ein Sommer, den man nie vergißt, 1959) i dramacie Polowanie Hubertus (Hubertusjagd, 1959). W wieku siedmiu lat pojawił się jako Bert, syn Christiana Kellera (Götz George) w serialu NDR Wszyscy moi synowie (Alle meine Söhne, 1961) w reż. Franza Petera Wirtha. Po ukończeniu szkoły średniej z maturą, kontynuował karierę aktorską. Wystąpił w telewizyjnej sztuce Niech Robinson nie umiera (1966). Grał w filmach erotycznych takich jak Sprawozdanie gospodyni domowej (Hausfrauen-Report, 1971), Raport o uczennicach (Schulmädchen-Report, 1971), Dziewczyny u ginekologa' (Mädchen beim Frauenarzt, 1971) czy Niegrzeczne nimfy (Blutjung und liebeshungrig, 1972). Przez krótki okres dorabiał także jako model. Zagrał pierwszego stewarda Victora Burgera w serialu Statek-widmo (Das Traumschiff, 1983-84). Sławę międzynarodową zawdzięcza roli lekarza dr Udo Brinkmanna w serialu ZDF Klinika w Schwarzwaldzie (Die Schwarzwaldklinik, 1985-89). 
Był na okładce dwutygodnika dla młodzieży „Bravo” (Nr 2/3 stycznia 1980), tygodnika dla kobiet „Neue Post” (Nr 26/23 czerwca 1989) z Heather Locklear i programu telewizyjnego „Chicago Tribune” (w listopadzie 1987) z Farrah Fawcett. 
W serialu ZDF Statek marzeń (Das Traumschiff, 1990–91) zagrał kapitana Victora Burgera.
Nagrał powieść Johanny Spyri Heidi. Pracował również podczas niemieckiego dubbingu filmów Shrek, Shrek 2 i Shrek 3.

## Filmografia

### Filmy
- 1959: Hubertusjagd jako Peterle
- 1959: Ein Sommer, den man nie vergißt jako Peter Bachmeier
- 1960: Ein Student ging vorbei jako mały Thomas
- 1960: Und keiner schämte sich jako Mischa
- 1961: Drei weiße Birken jako Pepperl
- 1962: Dicke Luft jako Mäxchen
- 1965: Das Mädel aus dem Böhmerwald jako Toni
- 1971: Schüler-Repor jako Maximilian S.
- 1972: Die Klosterschülerinnen jako Tommy Decker
- 1972: Schulmädchen-Report 4 jako Hans
- 1972: Blutjung und liebeshungrig
- 1973: Das Wandern ist Herrn Müllers Lust jako Micha
- 1973: Blau blüht der Enzian jako Max
- 1973: Junge Mädchen mögen’s heiß, Hausfrauen noch heißer jako pomocny chłopak
- 1973: Was Schulmädchen verschweige jako Georg – Freund von Rosel
- 1973: Schulmädchen-Report 6 jako Klaus
- 1973: Schloß Hubertus jako Willy
- 1974: Magdalena, vom Teufel besessen jako kierowca w wypadku
- 1975: Die Brücke von Zupanja jako porucznik Manfred Schnell
- 1975: Verbrechen nach Schulschluß jako Franz
- 1976: Albino jako Peter
- 1977: Hausfrauen 6: Warum gehen Frauen fremd... jako Gerd Proll
- 1978: Melody in Love jako Alain
- 1979: Nackt und heiß auf Mykonos Toby Harris
- 1979: Austern mit Senf jako Gaston
- 1980: Kreuzberger Liebesnächte jako Alfred
- 1981: Patrizia jako Harry Miller
- 1981: Pinups und ein heißer Typ jako Fredy
- 1981: Burning Rubber jako Flash Jackson
- 1992: Ein Engel für Felix Felix Voss

### Filmy TV
- 1961: Alle meine Söhne jako Bert
- 1963: Reisender ohne Gepäck jako Knabe
- 1963: Robinson soll nicht sterben jako Ben
- 1964: Manchmal spielt der Himmel mit
- 1964: Der doppelte Nikolaus jako Rolf Winkler
- 1964: Der Gast
- 1965: Mit Familienanschluss jako Tim Liesegang
- 1965: Und nicht mehr Jessica jako Bill
- 1965: Ein Wintermärchen jako Mamillius
- 1965: Antigone jako Page
- 1966: Im Jahre Neun
- 1966: Die wundersame Schustersfrau jako Knabe
- 1968: Die seltsamen Ansichten des Mr. Eliot jako Junior
- 1968: Madame Bovary jako Justin
- 1971: Mädchen beim Frauenarzt jako Conny
- 1979: Wie Rauch und Staub wg Theodora Storma
- 1980: Kolportage jako Erik
- 1993: Eine Mörderin jako Detlev Bonat
- 1999: Liebe auf Mallorca jako Niklas Sander
- 2000: Liebe auf Mallorca 2 jako Niklas Sander
- 2001: Fremde Frauen küsst man nicht jako Sebastian
- 2001: Liebe auf Mallorca 3 jako Niklas Sander
- 2005: Klinika w Schwarzwaldzie (Die Schwarzwaldklinik – Die nächste Generation) jako dr Udo Brinkmann
- 2005: Klinika w Schwarzwaldzie (Die Schwarzwaldklinik – Neue Zeiten) jako dr Udo Brinkmann
- 2006: Einmal Dieb, immer Dieb jako Jean Berlinger
- 2008: Das Musikhotel am Wolfgangsee jako Alexander von Kühn
- 2008: Zwei Herzen und ein Edelweiß jako Martin Hofer
- 2014: Statek marzeń - Perth (Das Traumschiff: Perth) jako kapitan Victor Burger
- 2014: Statek marzeń - Mauritius (Das Traumschiff: Mauritius) jako kapitan Victor Burger
- 2015: Statek marzeń - Kanada (Das Traumschiff: Kanada) jako kapitan Victor Burger
- 2015: Statek marzeń - Makao (Das Traumschiff: Macau) jako kapitan Victor Burger
- 2016: Statek marzeń - Wyspa tajemnic (Das Traumschiff: Cook Islands) jako kapitan Victor Burger
- 2016: Statek marzeń - Palau (Das Traumschiff: Palau) jako kapitan Victor Burger
- 2017: Statek marzeń - Kuba (Das Traumschiff: Kuba) jako kapitan Victor Burger
- 2017: Statek marzeń - Tanzania (Das Traumschiff: Tansania) jako kapitan Victor Burger

### Seriale
- 1963-64: Bei uns zuhaus jako Gustl
- 1964: Die fünfte Kolonne jako Peter Görner
- 1965: Alarm in den Bergen jako Christian Maussner
- 1966: Hafenpolizei jako Fritz Baumann
- 1968: Zimmer 13 jako Alfons Huhn
- 1972: Mein Bruder - Der Herr Dokter Berger jako Heiner Born
- 1976–77: Outsiderzy (Auf Wiedersehen, Charlie) jako Charlie Cole
- 1976: Notarztwagen 7 jako Lutz Volbert
- 1979: Derrick jako Martin Schlör
- 1980: Derrick jako Robert Berger / student / Horst Gronau
- 1981: Derrick jako Erwin Answald
- 1981–84: Statek-widmo (Das Traumschiff) jako kapitan Victor Burger
- 1984: Rummelplatz-Geschichten
- 1984: Derrick jako Manuel Rohm
- 1985–89: Klinika w Schwarzwaldzie (Die Schwarzwaldklinik) jako dr Udo Brinkmann
- 1986: Hessische Geschichten jako Leo
- 1986: Statek-widmo (Das Traumschiff) jako kapitan Victor Burger
- 1986: Derrick jako Walter
- 1987: Biedna mała bogata dziewczynka (Poor Little Rich Girl: The Barbara Hutton Story) jako Baron Gottfried von Cramm
- 1990–91: Statek marzeń (Das Traumschiff) jako kapitan Victor Burger
- 1994–97: Frauenarzt Dr. Markus Merthin jako dr Markus Merthin
- 2001–2002: Wilder Kaiser jako Wolfgang Leitner
- 2004–2008: Im Tal des Schweigens jako Johannes Wallner
- 2011: SOKO München jako Leo Grimm
- 2014-17: Statek marzeń (Das Traumschiff) jako kapitan Victor Burger

## Nagrody
| Rok  | Nagroda         | Kategoria                                                        |
| ---- | --------------- | ---------------------------------------------------------------- |
| 1978 | Nagroda „Bravo” | Srebrna statuetka Bravo Otto dla najlepszej gwiazdy telewizyjnej |
| 1981 | Nagroda „Bravo” | Brązowa statuetka Bravo Otto dla najlepszej gwiazdy telewizyjnej |